# Michelle Butler-Emmett
Michelle Butler-Emmett (* 4. März 1983 in Durban) ist eine südafrikanische Badmintonspielerin. 

## Karriere
Michelle Butler-Emmett gewann 2011 die Damendoppelkonkurrenz bei den Namibia International gemeinsam mit Stacey Doubell. Dort siegten sie im Finale gegen Hadia Hosny und Rajae Rochdy mit 21-14 und 21-9. Bei den Badminton-Afrikameisterschaften 2012 gewannen beide Bronze im Doppel. Mit dem südafrikanischen Team konnte Butler-Emmett bei derselben Veranstaltung den Mannschaftstitel gewinnen.